# Луйе, Шарль
Шарль Мари Луйе (фр. Charles Marie Lhuillier; 28 апреля 1824, Гранвиль — 20 сентября 1898, Гавр) — французский художник, известный преимущественно как первый наставник Рауля Дюфи, Жоржа Брака и Отона Фриза.

## Биография
Учился в Гавре у Жака Франсуа Ошара (вместе с Клодом Моне), затем в Париже у Александра Кабанеля, восхищался работами Доминика Энгра, однако был дружен и с Яном Йонгкиндом. Затем вернулся в Гавр, с 1871 года преподавал в Высшей школе искусств, отличаясь терпимым и уважительным отношением к художественной индивидуальности своих учеников, возглавлял также учреждённую городскими властями в 1882 году комиссию по закупке произведений для городской галереи. По словам учившегося у него Рауля Дюфи, «мы испытывали к нашему наставнику огромное уважение, смешанное с восхищением, поскольку он был истинным художником, выдающимся рисовальщиком старой школы».
Из собственных работ Луйе наиболее известен написанный им в 1861 году портрет Клода Моне в военной форме.